# Антті Хюрю
А́нтті Ка́леві Хю́рю (фін. Antti Kalevi Hyry; *20 жовтня 1931, Куйваніемі, Фінляндія — †4 червня 2016, Еспоо) — фінський письменник. Його роман Uuni (2009) отримав Фінляндську премію, 2 інших (Kertomus, 1986 і Aitta, 1999) номінувались на неї. 

## З життя і творчості
Закінчив середню школу в 1952 році та отримав ступінь магістра інженерних наук у Гельсінкському політехнічному інституті в 1958 році.  
Його першим твором стала збірка оповідань «З великої дороги» (Maantieltä hän lähti, 1958). 
Крім оповідань і повістей, Хюрю писав і романи. Сюжетами його творів часто є дитинство та північна фінська природа. 
Твори письменника перекладені багатьма мовами, зокрема шведською, німецькою, естонською, російською тощо. Про творчість і доробок автора опубліковано наукові дослідження.
Письменник не був прибічником публічності й публічного життя. Натомість, що було рідкісним для його покоління фінської інтелігенції, був релігійною людиною, учасником руху за відродження Старого Завіту .
Пишучи про Хюрю, нерідко згадують про містику, хоча об'єкти його оповідей зазвичай є вкрай реальними, а описи часто насичені побутовими деталями. 
Похований на кладовищі Келлонуммі. 

## Доробок
Збірки оповідань і новел
- «З великої дороги» (Maantieltä hän lähti), 1958
- Junamatkan kuvaus, 1962
- Leveitä lautoja, 1968
- Novellit 1968
- Novellit, 1981
- Kertomus, 1986

Романи
- «Весна і осінь» (Kevättä ja syksyä), 1958
- «Вдома» (Kotona), 1960
- «Початкова школа» (Alakoulu), 1965
- «Край світу» (Maailman laita), 1967
- «Батько і син» (Isä ja poika), 1971
- «Міст рухається» (Mitä saa olla), 1975, ISBN 951-1-02217-2
- Maatuuli, 1980, ISBN 951-1-06035-X
- Mitä saa olla, 1991, ISBN 951-1-11710-6 (включає романи «Вдома», «Початкова школа», «Батько і син» і «Міст рухається»)
- «Курс» (Kurssi), 1993, ISBN 951-1-12791-8
- Aitta, 1999, ISBN 951-1-15040-5
- Uuni, 2009, ISBN 978-951-1-23845-4

П'єси
- Suolla, 1967
- Tupakeittiö, 1970
- Lohivene, 1973
- Liippa, 1977

## Нагороди
- Державна премія з літератури 1963, 1966, 1969, 1975, 1987
- Pro Finlandia 1972
- Премія Алексіса Ківі 1978
- Премія з церковної літератури 1980
- медаль Дякую за книгу 1987
- Нагорода визнання Фінського культурного фонду 1992
- Премія Спілки письменників Фінляндії 2002
- Премія Atrium Cultori від Uusimaa Art Commission 2003
- Премія Ейно Лейно 2005
- Культурна премія міста Еспоо 2009
- Фінляндська премія 2009